# Бран Бекк
Бран Бекк (Бран мак Мурхадо; др.‑ирл. Bran Becc, Bran mac Murchado; погиб 19 августа 738) — король Лейнстера в 738 году из рода Уи Дунлайнге.

## Биография
Бран Бекк (Бран Младший) был одним из сыновей правителя Лейнстера Мурхада мак Брайна, скончавшегося в 727 году. После смерти отца лейнстерским престолом один за другим владели два брата Брана, Дунхад и Фаэлан.
В 738 году король Мунстера Катал мак Фингуйне совершил успешный поход в Лейнстер и получил, по свидетельству «Анналов Ульстера», заложников и дань от Фаэлана. В «Анналах Тигернаха» утверждается, что лейнстерским правителем, выплатившим дань королю Каталу, был не Фаэлан, а его брат Бран Бекк. О том, кто из королей Лейнстера покорился правителю Мунстера, из-за противоречивости свидетельств анналов точно не известно, но, скорее всего, это был Фаэлан.
Король Фаэлан мак Мурхадо умер в начале того же 738 года. Согласно списках правителей, сохранившимся в «Лейнстерской книге», после его смерти престол унаследовал Бран Бекк. Однако в ирландских анналах Бран упоминается только как правитель Уи Дунлайнге (Северного Лейнстера), в то время как королём всего Лейнстера назван Аэд мак Колгген из рода Уи Хеннселайг. По мнению современных историков, более вероятно, что лейнстерским престолом после смерти короля Фаэлана овладел именно Аэд. Предполагается, что в этом случае Бран мог быть соправителем Аэда.
Правление Брана Бекка и Аэда мак Колггена продлилось очень недолго. Уже в 738 году они оба погибли вместе со многими лейнстерцами в сражении при Ухбаде или Ат Сенайг (современном Баллишанноне), получившем у средневековых авторов название «Битва стонов». Их противником был вторгнувшийся в Лейнстер верховный король Ирландии Аэд Аллан из рода Кенел Эогайн. Это сражение, в которой «погибло столько, сколько не пало ни в одном набеге и не погибло ни в одном жестоком столкновении за известные людям прошедшие столетия», состоялось 19 августа. Таким образом, Аэд Аллан, сам получивший ранение в сражении, через шестнадцать лет отомстил лейнстерцам за гибель своего отца Фергала мак Маэл Дуйна.
После одновременной гибели Брана Бекка и Аэда мак Колггена лейнстерский престол перешёл к Муйредаху мак Мурхадо, ещё одному сыну Мурхада мак Брайна.